# آب‌های خطرناک
آب‌های خطرناک (به انگلیسی: Dangerous Waters) یک فیلم دلهره‌آور آمریکایی محصول سال ۲۰۲۳ به کارگردانی جان بار با بازی اودیا راش، سافرون باروز، ری لیوتا و اریک دین است.

## ساخت
فیلمبرداری در جمهوری دومینیکن انجام شد، ولی در ۲۶ می ۲۰۲۲لیوتا در هنگام فیلمبرداری در سانتو دومینگو در خواب درگذشت.

## انتشار
«آب‌های خطرناک» در ۱۳ اکتبر ۲۰۲۳ در سینماها و ویدئو به‌درخواست نمایش داده شد.

## داستان
هنگامی که یک دختر نوجوان گذشته تاریک دوست پسر جدید مادرش را کشف می‌کند، تعطیلات دریانوردی از کنترل خارج می‌شود.

## بازخوردها
در وب‌سایت جمع‌آوری نقد راتن تومیتوز بر اساس ۱۴ نقد منتقد، با میانگین امتیاز ۴٫۶ از ۱۰ مثبت می‌باشد.